# 丹瑟猪笼草
丹瑟猪笼草（学名：Nepenthes danseri）是印度尼西亚哈马黑拉岛（摩鹿加群岛的最大岛屿）和衛吉島的北部海岸特有的热带食虫植物。其得名于植物学家B·H·丹瑟，并与小猪笼草（N. gracilis）在许多形态特征方面都很相似。

## 植物学史
1997年，马修·杰布和马丁·奇克在其专著《猪笼草属（猪笼草科）的框架性修订》中正式描述了丹瑟猪笼草，其发表于植物学杂志《布卢姆》中。但其学名至少在1994年就已开始使用了。

## 生态关系
丹瑟猪笼草的原生地通常为开阔裸露的超基性土壤。其也可能生长于森林中，但不会出现捕虫笼，这可能是由于其对光照的要求较高。丹瑟猪笼草存在于海拔320米处。
尚未发现丹瑟猪笼草的自然杂交种。也未有变型或变种的描述。

## 扩展阅读
- 食虫植物照片搜寻引擎中丹瑟猪笼草的照片（页面存档备份，存于）

 维基共享资源上的相關多媒體資源：丹瑟猪笼草
 維基物種上的相關：丹瑟猪笼草